# Джерело «Поруб»
Джерело́ «По́руб» — гідрологічна пам'ятка природи місцевого значення в Україні. Розташована в межах Сокирянської міської громади Дністровського району Чернівецької області, на північний схід від села Коболчин.
Площа 0,5 га. Статус надано згідно з рішенням 17-ї сесії обласної ради ХХІІІ скликання від 20.12.2001 року № 171-17/01. Перебуває у віданні ДП «Сокирянський лісгосп» (Сокирянське л-во, кв. 7, вид. 21).
Статус присвоєно для збереження джерела мінеральної води (гідрокарбонатно-магнієво-натрієва, мінералізація 0,4—0,7 г/л. Дебіт 7 м³/год.).
Джерело «Поруб» розташоване на території ландшафтного заказника «Василівський яр».